# Адалары
Адала́ры (Адала́р, Белые Камни, укр. Адалари, Білі Камні, крымскотат. Adalar — острова́) — два небольших скалистых острова в Чёрном море неподалёку от Гурзуфа.

## Этимология
Слово adalar в крымскотатарском и турецком языках является множественным числом от слова ada («остров») и переводится как «острова». В «Практическом путеводителе по Крыму» 1889 года скалы названы «голицынскими»

## География
Острова располагаются на расстоянии около 250 метров от берега, каждый диаметром 20—30 метров. Высота островов — 35 и 48 метров, расстояние между ними около 40 м. Глубина моря у основания островов колеблется от 14 до 38 метров. Острова почти одинаковые, их суммарная площадь составляет 1,067 га (около 0,0107 км2)

## Фауна
На островах находится колония бакланов.

## История
В прошлом скалы были соединены с побережьем, но постепенно море разрушало эту перемычку, и теперь под водой видны только остатки известняковой гряды, обросшей морскими водорослями. В начале XX века на одном из островов был оборудован ресторан «Венеция». Существовали также планы проложить подвесную канатную дорогу с берега на острова. Для этого в скале был вырублен тоннель, завершить постройку дороги помешала начавшаяся Первая мировая война. Во время Второй мировой войны в один из островов (большой) попала авиационная бомба, отколовшая кусок скалы.

## Отражение в культуре
Адалары являются одним из символов Гурзуфа и всего Южного берега Крыма. Про них слагают легенды.
Популярная легенда о том, что в скалы были превращены два брата, ослушавшиеся своего наставника и использовавшие магические подарки в корыстных целях, дала скалам народное название — скалы-близнецы.
Адалары часто упоминаются в артековских песнях.
Песня «Фотокарточка Артека», в тексте которой также упоминаются Адалары, известна в исполнении Большого детского хора Центрального телевидения и Всесоюзного радио.